# Maison Joseph-Gauvreau
Vous lisez un « bon article » labellisé en 2015.
La maison Joseph-Gauvreau est un immeuble patrimonial situé à Rimouski dans la région du Bas-Saint-Laurent au Québec. Cette maison bourgeoise de style éclectique, construite en 1906 et 1907 pour le Dr Joseph Gauvreau, lui sert de résidence principale, abritant également son cabinet médical et une clinique d'hydrothérapie, dont la notoriété s’étendra à tout le Québec. Gauvreau est aussi l'un des pionniers de l'hygiène et de la médecine préventive au Québec. L'amputation d'un bras en 1909 le contraint à abandonner la pratique médicale et à déménager à Montréal. 
Entre 1930 et 1947, la maison est la propriété de Jules-André Brillant, le fondateur de Québec-Téléphone et conseiller législatif du Québec. C'est l'une des rares maisons épargnées par l'incendie de Rimouski en 1950. L'année suivante, elle est déplacée par la Société immobilière Irving pour faire place à une station-service. 
En 1984, devant la menace de sa démolition afin d'agrandir la station-service, un groupe de citoyens se mobilise et obtient son classement comme immeuble patrimonial en 1985. La maison est vendue à Réjean Frenette en 1998, qui la redéménage à son emplacement d'origine et la restaure pour lui donner son aspect du début du XXe siècle. Elle comprend depuis 2007 une chocolaterie et trois salles de réunions.

## Situation
La maison Joseph-Gauvreau est située au 1, rue de l'Évêché Ouest, à l'intersection de la rue de la Cathédrale, à Rimouski,. Elle est située dans le cœur institutionnel de la ville.

## Histoire

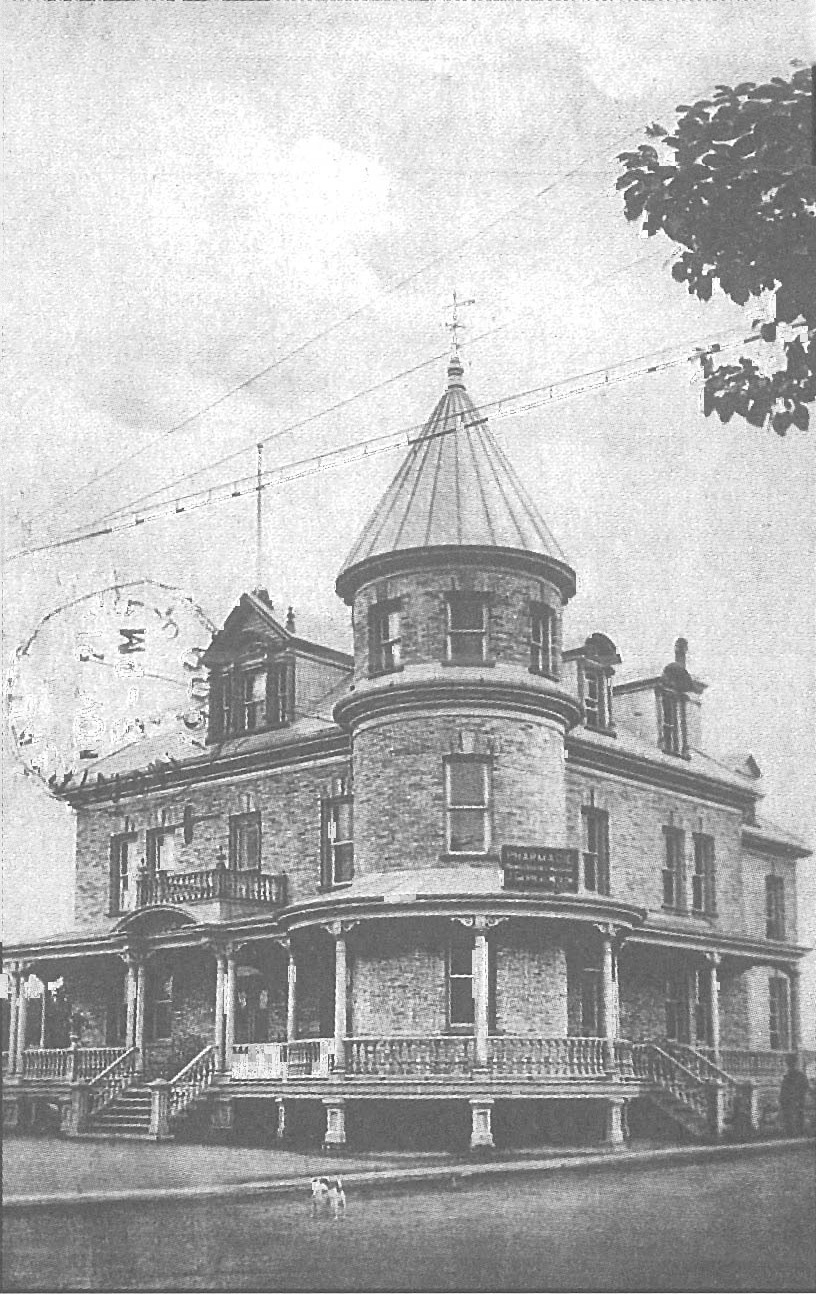
Carte postale de la Pharmacie Les Bains en 1909 prise par J. O. Vallée.

Après avoir terminé ses études de médecine à l'Université Laval en 1896, le Dr Joseph Gauvreau revient dans la région de Rimouski et s'établit au Bic en 1897. À la suite du décès en 1898 de son frère, lui aussi médecin, il déménage sa pratique médicale à Rimouski. En 1900, il subit un accident de voiture le blessant au bras, mais l'incident semble sans autres conséquences que de lui laisser quelques protubérances.
En mai 1906, le Dr Joseph Gauvreau loue un terrain situé à l'intersection des rues de l'Évêché et de la Cathédrale, un tout nouveau carrefour de la ville, à la corporation épiscopale de Rimouski. Le contrat de location, signé par Mgr André-Albert Blais et d'une durée initiale de cinq ans, stipule que le bâtiment à y construire doit valoir au moins 2 500 dollars, soit la valeur du terrain. Le Dr Gauvreau fait rapidement construire la maison en 1906-1907, un édifice aux « dimensions imposantes » répondant aux goûts architecturaux de l'époque, qui lui sert de clinique médicale et de résidence,. Il installe au rez-de-chaussée sa clinique d'hydrothérapie, connue sous le nom de « Pharmacie Les Bains », laquelle devient rapidement renommé dans tout le Québec,.
En 1907, les protubérances de son bras s'infectent, ce qui a pour conséquence de le lui faire amputer. Il continue sa carrière pendant quelque temps à Rimouski en occupant des fonctions administratives pour le Collège des médecins du Québec. En 1909, il est nommé registraire provincial de l'organisme et déménage à Montréal,. Le Dr. Gauvreau mit alors sa somptueuse demeure en location.
À peu près au même moment, Louis Lenghan, propriétaire de l’hôtel Lenghan vendait son établissement, l’hôtel Lenghan, à Antoine Fortin qui en changea le nom pour Château Tracy. Louis Lenghan, de son côté, loua la résidence du Dr. Gauvreau et y aménagea chambres et services hôteliers. Il donna à son établissement le nom d’Hôtel St-Louis. C’est ainsi qu’en 1914-1915 débute l’histoire de ce prestigieux hôtel de Rimouski. En 1915, le Dr. Gauvreau passe une nouvelle annonce pour la location de sa maison. Il semble qu’elle fut louée au Dr. L.-J. Moreault jusqu’en 1918,.
En 1930, Jules-André Brillant, fondateur de Québec-Téléphone et conseiller législatif, achète la demeure. Il la revend en 1947 à Lorenzo Ouellet, commerçant-garagiste qui aménage son commerce sur le terrain et loue la maison à un commerce. L'immeuble est épargné par l'incendie qui détruit les deux tiers de la ville en 1950. Elle échappe une première fois à la démolition à la suite de l'achat du terrain par la Société immobilière Irving pour en faire une station-service, laquelle fait déplacer la maison en fond de terrain en 1951,. Elle perd son annexe sur le côté et sa galerie, alors que la porte principale est remplacée par une grande fenêtre.
En juillet 1984, la Société immobilière Irving annonce son intention de raser la maison et de construire un dépanneur sur le site. Elle obtient un permis de démolition, mais un groupe de citoyen nouvellement formé, le « Comité du patrimoine », entreprend des démarches pour obtenir le classement du bâtiment au titre de « monument historique »,. Le gouvernement du Québec répond favorablement à cette demande en émettant un « avis d'intention de classer » dans les jours suivants. Les négociations débutent alors entre le Comité du patrimoine devenu la « Société Joseph-Gauvreau », les fonctionnaires gouvernementaux et le propriétaire pour classer définitivement la maison et lui donner une nouvelle vocation.
Finalement, le gouvernement classe la maison comme Immeuble patrimonial le 10 mai 1985 en raison du fait qu'il s'agit de l'un des rares exemples de l'éclectisme victorien de l'Est du Québec, de la diversité de son utilisation comme résidence et comme commerce, ainsi qu'à la notoriété de deux de ses occupants (Joseph Gauvreau et Jules-André Brillant). Pendant les cinq années suivantes, Irving ignore le classement jusqu'à ce qu'une lettre transmise au président de l'entreprise, Kenneth Colin Irving, débloque la situation. La Ville de Rimouski propose alors de déplacer la maison près de la gare et de la restaurer pour y loger des bureaux. En 1993, la société Irving signe un protocole d'entente pour défrayer les coûts du déménagement. Cependant, une partie du conseil municipal de Rimouski s'oppose au projet en raison du coût jugé trop élevé de sa réalisation et le déménagement ne se réalise pas.       

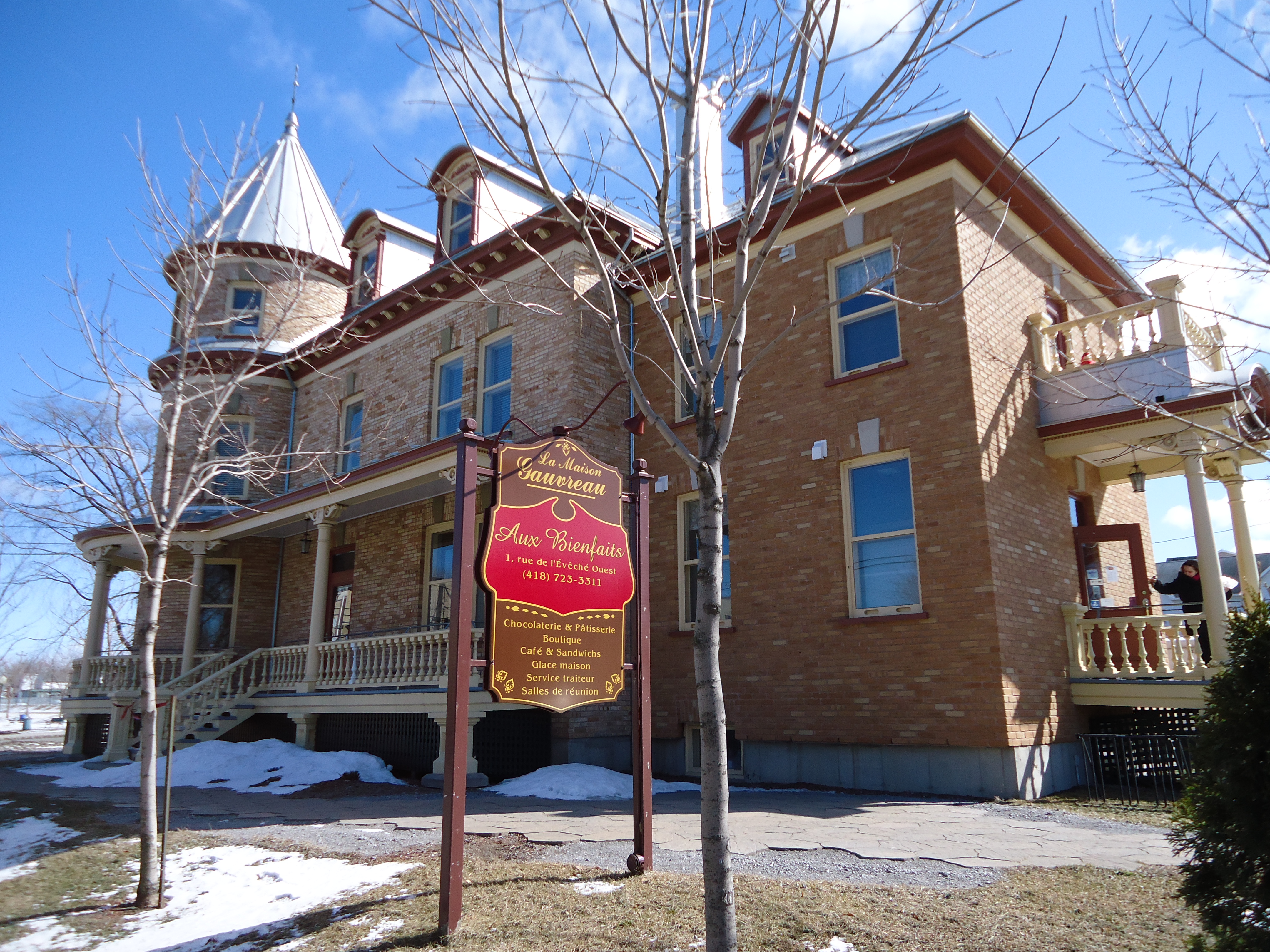
La maison Gauvreau et l'enseigne des entreprises commerciales.

La maison est rachetée en 1998 par Réjean Frenette, un citoyen rimouskois, qui souhaite la restaurer et elle fait alors l'objet de travaux urgents de rénovation. Il fait aussi démolir le garage construit en 1951 et, en 1999, la maison est déplacée à nouveau sur son emplacement d'origine « au croisement des rues les plus prestigieuses de Rimouski », retrouvant ainsi « l’importance qu’elle avait dans la trame urbaine ». Ces travaux, dont le coût est de 180 000 $CA, se réalisent grâce à l'appui financier de la Ville de Rimouski et du gouvernement du Québec, qui souligne alors les efforts de conservation de Réjean Frenette.
De 2000 à 2007, la maison est restaurée à son état d'origine et l'annexe démolie en 1951 est reconstruite, au coût total de 600 000 $CA,. Elle comprend depuis 2007 la chocolaterie pâtisserie Aux bienfaits et, au deuxième étage, trois salles de réunions pouvant accueillir 140 personnes,.

## Architecture

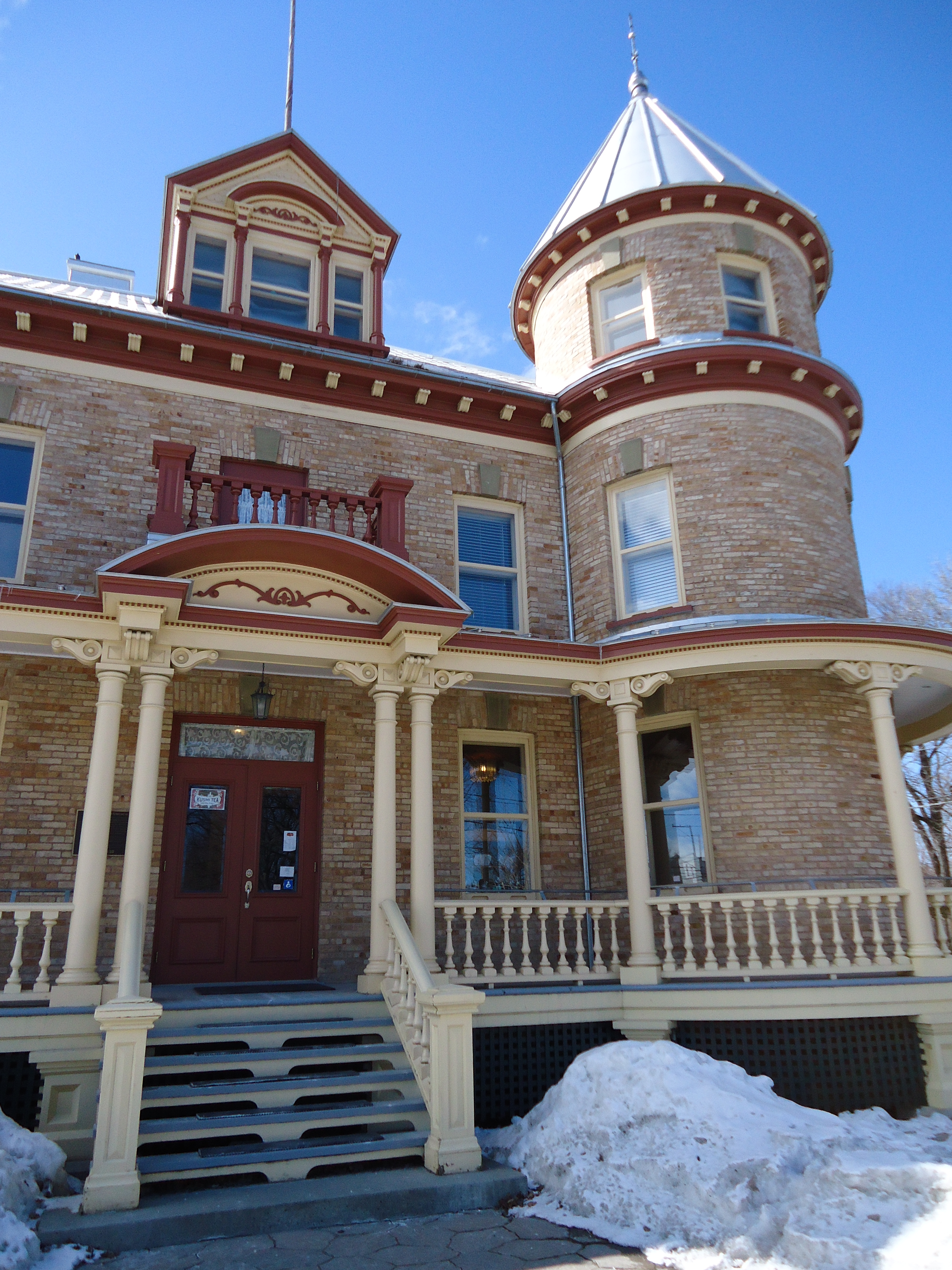
Façade de la maison.

La maison Joseph-Gauvreau est l'une des rares maisons de la région de Rimouski dont l'architecture emprunte à l'éclectisme victorien. Elle tient sa forme du style Queen Anne et ses ornementations au classicisme. Il s'agit d'une maison de trois étages ayant un plan carré avec une tourelle d'angle. Le revêtement extérieur est composé de briques écossaises avec des ornementations de type clef de voûte et pierre d'angle pour les portes et de clés en saillie pour les fenêtres. Une grande galerie s'étend sur trois côtés de la maison. 
Le toit, à croupe à quatre versants, est recouvert de tôles à la canadienne avec une tourelle de forme conique à l'angle nord-est. La lucarne principale comporte une fenêtre palladienne, colonnettes et ornements, surmontée d'un fronton circulaire. Les autres lucarnes ont des toits cintrés, les corniches avec de petites consoles décoratives et des frises moulurées. Le larmier est décoré de modillons à volutes. Les fenêtres à guillotines sont hautes et étroites. 
À l'intérieur, les murs sont lambrissés de latte de bois à l'étage et au comble. Les moulures sont composées de chambranles et de plinthes. Une plaque commémorative du ministère de la Culture et des Communications est apposée en 2008.